# Палагина, Нина Николаевна
Нина Николаевна Палагина (5 февраля 1930 год — 18 февраля 2010 год) — первая женщина доктор психологических наук (1992), профессор в Кыргызстане (1995), академик Академии педагогических и социальных наук (г. Москва), академик Нью-Йоркской Академии наук..

## Биография
Родилась 5 февраля 1930 года в селе Пестравка Пестравского района Куйбышевской области, но всю свою сознательную жизнь провела в Кыргызстане. Она жила и училась в поселке Каинда Панфиловского района. В 1950 г. окончила психолого-педагогический факультет Ташкентского пединститута им. Низами.
После того, как Нина Николаевна окончила институт, она начала педагогическую деятельность в Хорезмском пединституте Узбекской ССР на кафедре педагогики и психологии и, отработав два года, поступила в аспирантуру на кафедру психологии Ленинградского пединститута им. А. Герцена (Российский государственный педагогический университет имени А. И. Герцена).
С 1957 года работала в ВУЗах Бишкека (ранее — Фрунзе).
В 1958 году Нина Николаевна защищает кандидатскую диссертацию в Ленинграде, которая была посвящена формированию моральных понятий у младших школьников, становится первым кандидатом психологических наук в республике.
В Киргизском женском педагогическом институте открылся факультет дошкольного образования при непосредственном участии Нины Николаевны, где на протяжении 15 лет она заведовала выпускающей кафедрой детской психологии и дошкольной педагогики.
В 1973 г. Нине Николаевне поручили создание кафедры педагогики и психологии в Республиканском институте усовершенствования учителей. В системе повышения квалификации специализированные вузовские кафедры открывались впервые, содержание и методы работы надо было соориентировать на практические проблемы образования. В Ташкентском и Ленинградском пединститутах Н. Н. Палагина изучила основные методики обучения в школе и детском саду, что позволило преподавать психологические дисциплины в тесной связи с практикой. У истоков ее профессионализма стояли А. Н. Леонтьев, А. Р. Лурия, В. Ф. Шаталов, С. Н. Лысенкова, Ш. А. Амонашвили, В. В. Давыдов, Д. Б. Эльконин, Г. М. Андреева, В. В. Лебединский и др., курсы которых она слушала, побывав несколько раз на стажировке в МГУ им. М. В. Ломоносова, в НИИ дошкольного воспитания.
В 1992 году в Психологическом институте РАО (имени Л. Г. Щукиной) Нина Николаевна защитила докторскую диссертацию «Воображение у самого истока: психологические механизмы формирования» по специальности педагогическая и возрастная психологии и стала первым доктором психологических наук в Кыргызской Республике.
С 1995 года Нина Николаевна работала профессором кафедры психологии Кыргызско-Российского Славянского университета им. Б. Н. Ельцина.
Палагина создала подлинно научную школу: 15 аспирантов выполнили под ее руководством кандидатские диссертации, 4 подготовили к защите. Их успешные защиты проходили в Бишкеке, Москве, Ташкенте, Тбилиси, Алматы.
На протяжении многих лет Нина Николаевна была членом Республиканского Общества психологов СССР, неоднократно избиралась делегатом съездов психологов СССР, была участником Международных психологических конференций.

## Научная деятельность
Значительным научным вкладом Н. Н. Палагиной является открытие и описание доречевых форм воображения и его исходной «генетической» клеточки — условных действий. Этот феномен оставался незамеченным для психологов, которые утверждали, что воображение складывается к трем годам в сюжетно-ролевой игре.
Нина Николаевна стояла у истоков практической психологии в детском саду, в этом ей помогли стажировки в НИИ дошкольного воспитания у В. А. Запорожца, где она окончила курсы по подготовке практических психологов дошкольных учреждений. При ее научной поддержке во многих дошкольных учреждениях республики строилась работа с дошкольниками по программам «Развитие», «Одаренный ребенок».
Результаты исследований Н. Н. Палагиной использованы в общесоюзных методических руководствах для дошкольных учреждений: «Игры и занятия с детьми раннего возраста» (М., 1985), «Игра дошкольников» (М., 1989) и др.
Особое место в исследовательской деятельности Н. Н. Палагиной занимала связь возрастных закономерностей с этнической психологией, к которой она привлекала студентов. Итогом такой деятельности явились пособия: «Этнопсихология: теория и методики» (Б., 2001), «Этническое многообразие Кыргызстана» (Б., 2003), а также избр. произведения «Ребенок в этнической культуре» (Б., 2005).
Автор многочисленных трудов по психологии развития детей дошкольного и школьного возрастов, по этнической психологии и психологии образования. Ею опубликовано более ста научных работ, среди которых 20 — это монографии, учебники, учебные и методические пособия, которые издаются не только у нас в республике, но и за ее пределами, в частности, Москве, Алматы, Самаре и других городах.
Она входила в состав спец. совета по защите докторских и кандидатских диссертаций Кыргызского Института Образования (КИО). Являлась членом кандидатского диссертационного совета Казахского национального педагогического университета им. Абая по специальности «педагогическая психология», также была членом редколлегии журнала «Психология и педагогика» в г. Алматы..

## Основные труды
- Ребенок в раннем и дошкольном детстве. Фрунзе, 1982.
- Развитие обучаемости как основное направление подготовки детей к школе. Фрунзе, 1985.
- Формирование воображения ребенка в русской народной педагогике // Вопросы психологии. 1989. No6.
- Развитие словесного творчества детей. Фрунзе, 1991.
- Воображение у самого истока: психологические механизмы формирования. М., 1997.
- Этнические беседы в личностно-ориентированном воспитании младших школьников (в соавторстве). Б., 2001.
- Этнопсихология: теория и методики (в соавторстве). Б., 2001.
- Два способа трансляции этнической культуры // Известия АПН. М., 2004.
- Этногенез народов Кыргызстана // Вестник Академии управления при президенте КР. Б., 2004.
- Ребенок в этнической культуре. Психол. произведения / Под ред. В. П. Ивановой. Б., 2005.
- Механизмы этнической социализации ребенка. Б., 2006.
- Психология развития и возрастная психология: Учеб. пособие для вузов. М., 2006[3][10].

## Награды
- В 1995 году Нине Николаевне присвоено ученое звание профессора по специальности «Психология».
- Бронзовая Медаль ВДНХ
- Медаль «Ветеран труда»
- Значок «Отличник просвещения СССР», «Отличник народного образования Киргизской ССР»
- Почетные грамоты Министерства образования Киргизской ССР[9]